# 門羅縣 (密西根州)
門羅縣（英語：Monroe County）是位於美國密歇根州東南角的一個縣，南鄰俄亥俄州，東鄰加拿大安大略省（國界位於伊利湖上）。面積1,761平方公里。根據美國2000年人口普查，共有人口145,945人。縣治門羅。
成立於1817年7月14日。縣名紀念第五任總統詹姆斯·門羅。